# Douglas Ravenel
Douglas Conner Ravenel (Alexandria, Virgínia, 17 de fevereiro de 1947) é um matemático estadunidense, conhecido por seu trabalho sobre topologia algébrica.

## Vida
Ravenel obteve um Ph.D. na Universidade Brandeis em 1972, orientado por Edgar H. Brown, com a tese A Definition of Exotic Characteristic Classes. De 1971 a 1973 foi instrutor no Instituto de Tecnologia de Massachusetts e em 1974/1975 foi professor visitante no Instituto de Estudos Avançados de Princeton. Foi professor assistente na Universidade Columbia em 1973 e na Universidade de Washington em Seattle em 1976, onde foi professor associado em 1978 e professor em 1981. É desde 1988 professor na Universidade de Rochester.
Foi palestrante convidado do Congresso Internacional de Matemáticos em Helsinque (1978). É desde 1994 um editor do The New York Journal of Mathematics
Em 2012 foi eleito fellow da American Mathematical Society.

## Obras
- Complex cobordism and the stable homotopy groups of spheres, Academic Press 1986,[3] 2nd edition, AMS 2003, online:
- Nilpotency and periodicity in stable homotopy theory, Princeton, Annals of Mathematical Studies 1992[4]